# 대한민국 헌법 제42조
대한민국 헌법 제42조는 대한민국 헌법의 조항으로, 국회의원의 임기에 대해서 서술하고 있다.

## 본문
국회의원의 임기는 4년으로 한다.

## 내용
헌법 제44조의 불체포특권과 제45조의 면책특권 조항과 함께 국회의원의 임기를 보장하고 있다. 단서조항 없이 임기 4년만 규정되어 있기 때문에, 국회의원의 신분을 박탈할 방법은 '예외'적 규정인 '제명'과 '법원의 확정판결' 두 개밖에 없으며 이 때문에 국민소환제 금지의 근거가 된다.대한민국 제헌 헌법 제33조에도 “국회의원의 임기는 4년으로 한다.”고 규정하고 있다.

## 같이 보기
- 대한민국 헌법 제3장
- 대한민국 국회